# Cylindrophis burmanus
Cylindrophis burmanus is een slang uit de familie cilinderslangen (Cylindrophiidae). De soort is endemisch in Myanmar (voormalig Burma), wat dus ook de soortnaam verklaart. 
Cylindrophis aruensis · Cylindrophis boulengeri · Cylindrophis burmanus · Cylindrophis engkariensis · Cylindrophis isolepis · Cylindrophis jodiae · Cylindrophis lineatus · Cylindrophis maculatus · Cylindrophis melanotus · Cylindrophis opisthorhodus · Cylindrophis osheai · Cilinderslang (C. ruffus) · Cylindrophis subocularis · Cylindrophis yamdena